# Акула-ангел європейська
Акула-ангел європейська (Squatina squatina) — вид акул ряду акулоангелоподібних (Squatiniformes). Є найбільшим видом ряду.

## Опис
Має сплюснуте тіло, величезні грудні і черевні плавники (через які вони й дістали свою «янгольську» назву) і коротку морду. Довжина тіла може досягати 2,4 метра (середня довжина — 1,5-2 метри), а маса становить близько 70 кілограмів. Забарвлення буре з темними плямами. За формою тіла морський ангел нагадує ще одного підводного мешканця — рибу-пилку (але тільки без «пилки»), яка є скатом.
Основною відмінною рисою цих акул від скатів є розташування зябрових щілин: у акул — вони розміщені з боків, у скатів — знизу, поряд з ротовим отвором. І на додаток, грудні плавники у акули чітко відокремлені від голови.
Плавають ці акули не за рахунок помахів великих плавників, як це буває у скатів, а завдяки коливальним рухам хвоста.

## Поширення
Поширена акула-ангел європейська в морях, що омивають Західну і Північну Європу (з півдня), а також уздовж північного узбережжя Африки.

## Спосіб життя
Це донний мешканець, живе на глибині не більше 150 метрів, але іноді зустрічаються і винятки. Велику частину часу проводить, причаївшись під невеликим шаром піску в очікуванні здобичі — різної дрібної донної риби (камбали, барабульки), безхребетних (молюски, морські їжаки) і ракоподібних.
Хватка у цієї акули міцна. Варто тільки неуважній здобичі підпливти ближче, як вона буде негайно схоплена дуже гострими трикутними зубами.
Морський янгол невеликий любитель плавань на далекі відстані. Він віддає перевагу коротким «перебіганням», борознить при цьому дно хвостом. Хоча інші види родини практикують сезонні міграції — навесні на узбережжя, а восени назад на глибину.

## Розмноження
Акула-ангел європейська відноситься до яйцеживородних акул. Вони досить плідні і народжують до 20-25 дитинчат за раз.

## Загрози для людини
Для людини ця акула не представляє серйозної небезпеки і вважається нешкідливою, але все-таки не варто ставитися до неї зі зневагою. Атакує вона дуже швидко. Особливо цікаві або неуважні нирці можуть отримати серйозні рани в результаті нетактовного поводження з цією красунею.